# Bernhard Ingelsson
Peter Bernhard Ingelsson, född 7 september 1866 i Vegeholm i Strövelstorps socken, död 6 maj 1937 i Helsingborgs Maria församling, var en svensk redare.

## Biografi
Bernhard Ingelssons far var bonde i Vegeholm. Han kom vid 16 års ålder till Helsingborg och fick anställning i en firma, som handlade i vin och sprit.  
Han blev 1902 VD för Rederi AB Kärnan i Helsingborg, som hade grundats 1897 och som bedrev trampfart med åtta ångfartyg. Han blev så småningom majoritetsägare i rederiet. År 1916 tog han initiativ till att bilda Rederi AB Transmarin i Helsingborg. Han utnyttjade den svaga fartygskonjunkturen under första världskriget till att nybygga fartyg, vars beställare inte kunnat fullfölja inköpskontrakten. Fartygen användes i stor utsträckning för transporter av trä från Sverige till Storbritannien,  med koks som returlast. 
Bernhard Ingelsson var gift med Signe Ingelsson, som efter hand död 1937 tog över som styrelseordförande i Transmarin.
Han var ledamot i stadsfullmäktige i Helsingborg under många år. Han bidrog till finansieringen av Helsingborgs konserthus tillsammans med Erik Banck (1878-1935) och Henry Dunker. Livräddningskryssaren Bernhard Ingelsson från 1944 och lastfartyget M/S Bernhard Ingelsson från 1945 har fått sina namn efter honom.
Ingelsson är gravsatt vid Krematoriet i Helsingborg.